# آدو ماگادرا بوجی
آدو ماگادرا بوجی 
(به تلوگویی: Aadu Magaadra Bujji) فیلمی هندی محصول سال ۲۰۱۳ و به کارگردانی کریشنا ردی، گانداسو است. در این فیلم بازیگرانی همچون سودهر بابو، آسمیتا سود، اجی، راندهیر گاتا، پونام کائور و سومان ایفای نقش کرده‌اند.